# The Libertines (album)
The Libertines è il secondo album dell'omonima band. Realizzato il 30 agosto 2004, ha venduto 72 189 copie solo nella prima settimana. Viene considerato una sorta di autobiografia di Pete Doherty e Carl Barât.Nel 2006 NME lo ha piazzato al n° 47 dei migliori album inglesi di sempre. L'album è stato inoltre incluso nel libro 1001 Albums You Must Hear Before You Die ed è stato prodotto dal chitarrista dei The Clash Mick Jones.

## Tracce
1. Can't stand me now (Pete Doherty, Carl Barat, Hammerton)
2. Last post on the bugle (Dohert, Barat, MIcahel Bower)
3. Don't be shy (Doherty, Barat)
4. The man who would be king (Doherty, Barat)
5. Music when the lights go out (Doherty, Barat)
6. Narcissist (Barat)
7. The ha ha wall (Doherty, Barat)
8. Arbeit march frei (Doherty)
9. Campaign of hate (Doherty)
10. What Katie did (Doherty)
11. Tomblands (Doherty, Barat)
12. The saga (Doherty, Paul Roundhill)
13. Road to ruin (Doherty, Barat)
14. What became of the likely lads (Doherty, Barat)

## Formazione
- Pete Doherty - voce e chitarra
- Carl Barât - voce e chitarra
- John Hassall - basso
- Gary Powell - batteria

## Singoli
"Can't Stand Me Now" (9 agosto), (2004), numero 2
"What Became of the Likely Lads" (25 ottobre), (2004), numero 8